# Ala (nàutica)

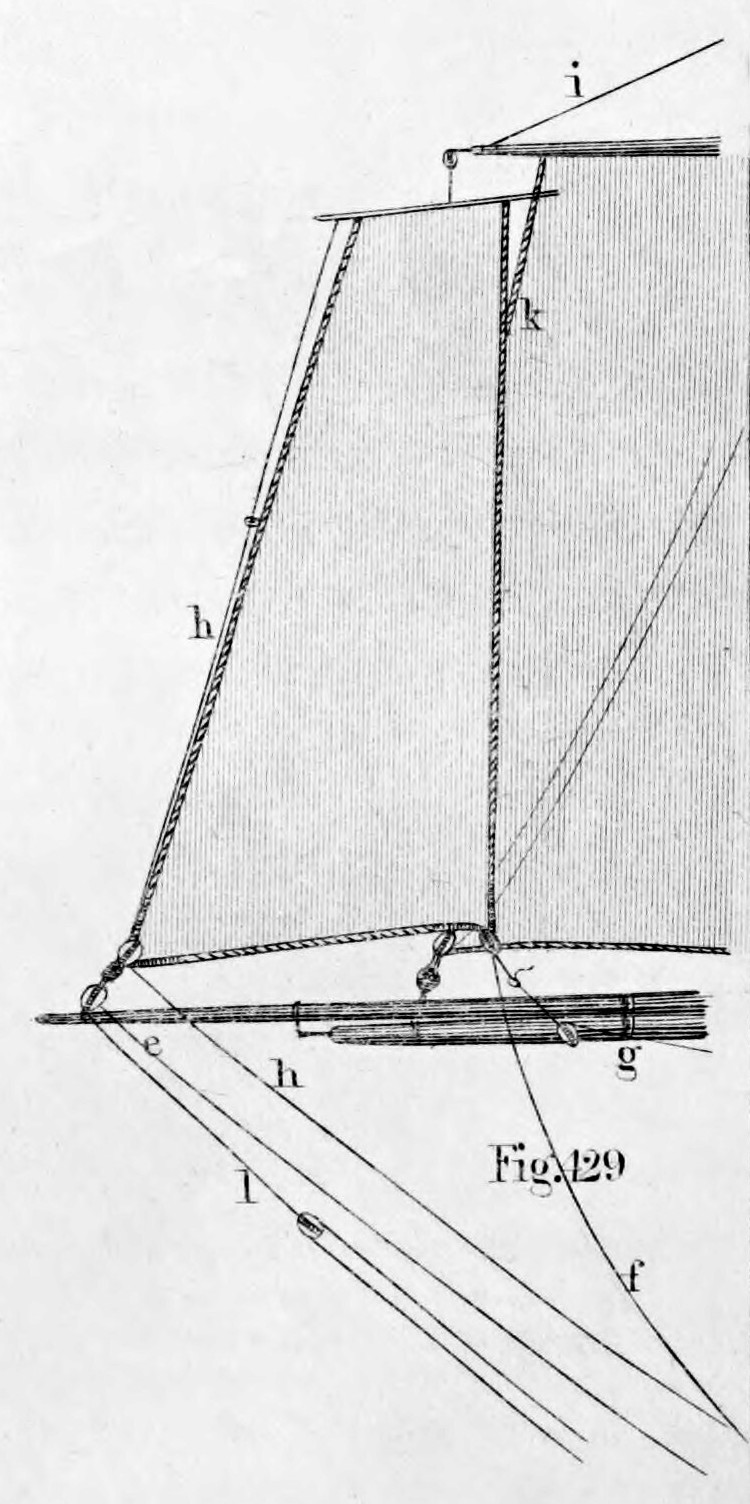
Col·locació d'una ala.

Una ala era una vela suplementària guarnida per mitjà d'una antena mòbil fixada com a extensió a l'extrem de la verga d'una vela quadra. Eren de forma lleugerament trapezoïdal allargada i feien aproximadament la meitat de superfície de la vela que complementaven. S'empraven només amb vents portants i en travessies llargues per augmentar la superfície vèlica i, per tant, guanyar una mica de velocitat. Es van fer servir en vaixells de veles quadres des del segle XVII fins al segle xix.ː pàg. 25
Cada ala rebia el nom de la vela a la qual es guarnia: ala de gàbia, ala de goneta, ala de velatxo, ala de trinquet

## Història
L’origen de les ales és força incert. La primera referència és de 1665, però no se sap com s'armaven aquelles primeres veles, cosa que no és documenta fins a 1790.ː pàg. 115 Cap a final del XIX van anar caient en desús perquè necessitaven massa mariners i calia fer economies en el nombre de la tripulació. I, també, perquè maniobrar-les era perillós i la seguretat va acabar pesant més que la rapidesa del viatge.ː pàg. 25

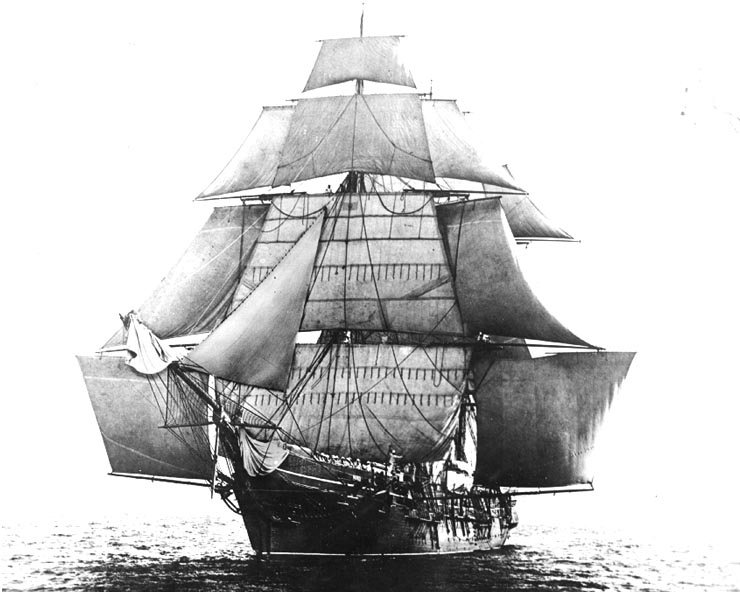
El bergantí goleta USS Monongahela (USA, 1862) amb tot el joc d'ales desplegat

Però això va canviar en la segona meitat del XIX per diverses raons fonamentals.ː pàg. 131,ː pàg. 48-49 Per un cantó, per poder guarnir ales calia enrolar una tripulació més nombrosa, i, per tant, més despesa. Per l’altre, els vapors ja feia anys que estaven prenent rutes i càrregues que necessitaven travessies més ràpides. De manera que els velers només hi van poder competir a còpia de rebaixar costos. Llavors, el nombre de tripulants es va començar a reduir i, com a conseqüència, hi va haver menys mans experimentades per guarnir les ales. I en tercer lloc, a causa de diversos desastres, també es va comprovar que les ales eren perilloses en cas d’un augment ràpid de la força del vent, perquè l'excés de superfície vèlica comportava el risc que es trenqués l’arboradura. A més a més, els gabiers les temien especialment perquè les ales queden netament per fora del vaixell per guarnir-les calia treballar a l'extrem de les vergues per sobre de l’aigua. I, en un temps en què els mariners no tenien cap protecció, una caiguda volia dir morir ofegat.ː pàg. 198 Per això, els propietaris van començar a desarmar totes o alguna de les ales, per evitar danys i reduir costos de reparació.

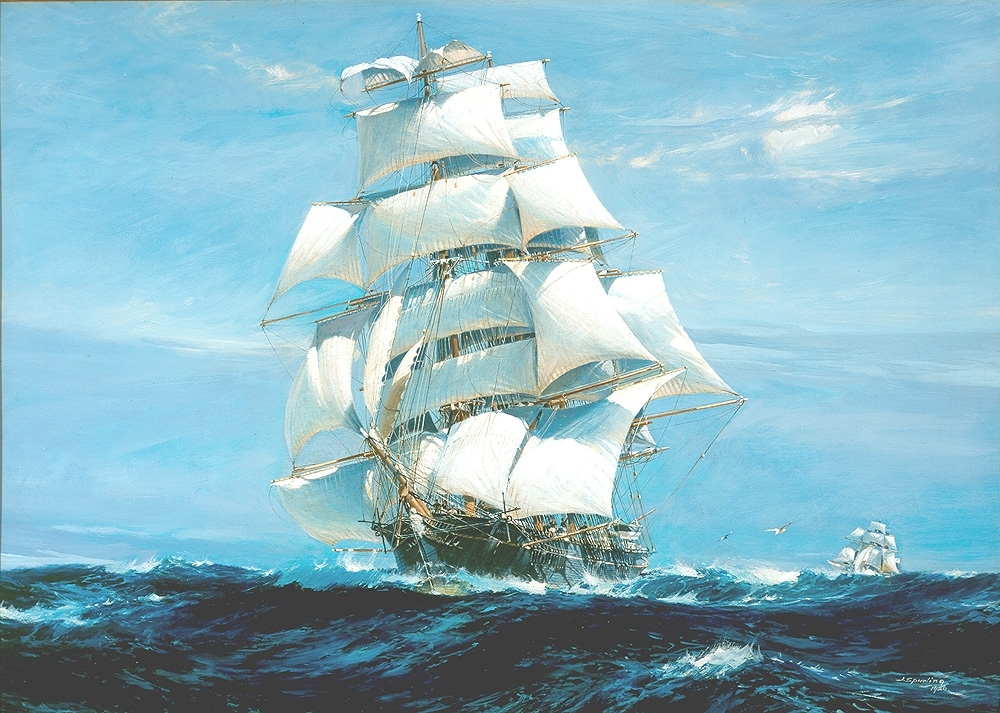
Els clípers Ariel i Taeping en la cursa del te de la Xina, pintats per Jack Spurling (1870-1933)

Tanmateix, en la ruta de la Xina per la cursa del te, en la qual la velocitat era important durant tot el viatge, els clípers van continuar competint entre ells amb tripulacions nombroses i molt de velam (incloses les ales) fins que també els va guanyar la competència dels vapors a partir de l’obertura del canal de Suez el 1869. Com que aquests vaixells emprenien altres rutes ja no hi van poder-hi competir. I a final del segle xix les ales ja havien caigut completament en desús.